# كيكو مارتينيز
كيكو مارتينيز (بالإسبانية: Kiko Martínez)‏ مواليد 28 نوفمبر 1986 في إلش، أليكانتي، إسبانيا، هو ملاكم محترف إسباني يصنف ضمن فئة وزن الريشة بدأ مسيرته الاحترافية سنة 2004 حيث انتصر في نزاله الأول. حقق بطولة الاتحاد الدولي للملاكمة.

## المسيرة الاحترافية
من نزالاته:
- انتصر على هوزمي هاسيغاوا بالضربة الفنية القاضية (23-04-2014).
- انتصر على برنارد دان بالضربة الفنية القاضية (25-08-2007).

## إحصائيات
خاض خلال مسيرته 49 نزالا، فاز في 39 وتعادل في 2 وخسر في 8. فاز بالضربة القاضية في 28 نزالا.

## روابط خارجية
- كيكو مارتينيز على موقع بوكس ريك (الإنجليزية) (registration required)